# 申崇謙
申崇謙（：／；？—927年），原名三能山或能山，后高句丽及高麗初期將領，生於春川，後來協助王建成立高麗。
他和王建在大邱附近遇到後百濟部隊，根據傳說王建被困戰場，他和王建交換服裝使王建可逃出。申崇謙則留在戰場，他的軍隊遭到慘敗，他本人在樹林中箭而死。他被斬首，頭被送到後百濟國王甄萱。諡壯節，配享太祖廟庭。
他也是平山申氏始祖。